# Valkýra (opera)
Valkýra (v originálu: Die Walküre) je název opery Richarda Wagnera. Společně s operami Zlato Rýna (Das Rheingold), Siegfried a Soumrak bohů (Götterdämmerung), tvoří kompletní dílo Prsten Nibelungův (Der Ring des Nibelungen). Prsten Nibelungův je tetralogie – „jevištní festival tři dny a večer předtím“. Valkýra se hraje první den po předehře, kterou tvoří Das Rheingold. Premiéra se uskutečnila 26. června 1870 v Královském dvorním a Národním divadle v Mnichově pod vedením Franze Wüllnera. Dílo vydalo hudební nakladatelství Verlag Schott, Mainz (Richard Wagner Complete Edition). Autorizovaná partitura je od druhé světové války ztracená.

## Historie vzniku
Příběh je založen na severské mytologii vyprávěné ve Volsunga Saga a v Poetické Eddě. V této verzi se dvojčata Volsungů Sieglinde a Siegmund, oddělená v dětství, potkají a zamilují se. Toto spojení pohněvá bohy, kteří požadují, aby Siegmund zemřel. Sieglinde a nenarozené dítě páru jsou zachráněny vzdornými činy Wotanovy dcery, titulní postavy, valkýry Brünnhilde, která v důsledku toho čelí odplatě bohů.
Libreto pro operu, stejně jako pro celý cyklus Prsten Nibelungův, napsal sám Wagner v letech 1849-1852 v Curychu. Hudbu vytvořil v letech 1852-1856 na stejném místě. Opera byla poprvé uvedena 26. června 1870 v Mnichově pod taktovkou Franze Wüllnera. Wagner s tím však nebyl spokojen, protože byl přesvědčen, že by tetralogie měla být uvedena najednou a celá. Tato jeho myšlenka byla pak realizována až v roce 1876 na prvním festivalu v Bayreuthu. Tam se Valkýra hrála 14. srpna pod taktovkou Hanse Richtera.

## Osoby a hlasová poloha
- Siegmund – tenor
- Sieglinde – soprán
- Hunding – bas
- Wotan – baryton, král bohů, bůh světla, vzduchu a větru, vládce světa, který nechal postavit Valhallu pro upevnění své moci.
- Fricka – mezzosoprán, Wotanova choť, bohyně manželství a strážkyně morálky

Valkýry:
- Brünnhilde – soprán
- Helmwige – soprán
- Gerhilde – soprán
- Ortlinde – soprán
- Waltraute – mezzosoprán
- Siegrune – mezzosoprán
- Roßweisse – mezzosoprán
- Grimgerde – alt
- Schwertleite – alt

## Instrumentace
- Dřevěné dechové nástroje: čtyři flétny, z toho jedna nebo dvě pikoly; čtyři hoboje, jeden z nich je anglický roh; tři klarinety, z toho jeden  basklarinet; tři fagoty, z nichž jeden je kontrafagot

- Žesťové nástroje: osm lesních rohů, z nichž čtyři jsou Wagnerovy tuby; tři trubky, z nichž jedna je basová; čtyři pozouny; kontrabasová tuba
- Perkuse: dva páry tympánů; triangl; dvojice činel; vířivý buben; zvonkohra
- Šest harf
- Smyčce: šestnáct prvních a druhých houslí, dvanáct viol, dvanáct violoncell, osm kontrabasů

## Délka představení
Představení trvá přibližně tři hodiny a čtyřicetpět minut.
- 1. dějství asi hodinu a pět minut
- 2. dějství asi hodinu a třicet minut
- 3. dějství asi hodinu a deset minut

Na festivalu v Bayreuthu bylo zvykem délku jednotlivých dějství představení dokumentovat. I u stejného dirigenta se délka jednotlivých představení rok od roku lišila. Vliv na dobu trvání měl také typ hlasu a temperament zpěváků.
Přehled (1876 až 1970):
| Valkýra   | 1. dějství | 1. dějství       | 2. dějství | 2. dějství                  | 3. dějství | 3. dějství                    | Délka představení | Délka představení   |
| --------- | ---------- | ---------------- | ---------- | --------------------------- | ---------- | ----------------------------- | ----------------- | ------------------- |
| Valkýra   | Hod.       | Dirigent         | Hod.       | Dirigent                    | Hod.       | Dirigent                      | Hod.              | Dirigent            |
| Nejkratší | 1:00       | Otmar Suitner    | 1:23       | Lorin Maazel, Otmar Suitner | 1:04       | Otmar Suitner, Clemens Krauss | 3:27              | Otmar Suitner       |
| Nejdelší  | 1:07       | Siegfried Wagner | 1:36       | Hans Knappertsbusch         | 1:15       | Franz von Hoeßlin             | 3:53              | Hans Knappertsbusch |

## Děj opery

### Předchozí historie
Během dlouhé doby, která uplynula od časů, kdy na konci opery Zlato Rýna (Das Rheingold), vstoupili bohové do Valhally a odkdy Fafner v podobě draka střeží zlato a prsten, navštívil Wotan bohyni Země Erdu a zplodil s ní dceru Brünnhilde; zplodil také dalších osm dcer, možná rovněž s Erdou. Tyto jeho dcery jsou valkýry, jejichž úkolem bylo přivážet na svých koních do Valhally v boji padlé hrdiny, kde budou chránit pevnost před Alberichovým útokem v případě, že trpaslík získá prsten. Wotan také putoval po Zemi a se ženou rasy Völsung zplodil dvojčata Siegmunda a Sieglinde, která vyrostla odděleně a navzájem se neznala. Od Völsungů Wotan očekává hrdinu, který, nezatížený smlouvami bohů, získá prsten od Fafnera.

### První dějství
Za bouřlivého večera vstupuje do Hundingova domu postaveného kolem obrovského jasanu neznámý muž, který prchá před pronásledovateli. Je to Siegmund a hledá přístřeší pod jménem Wehwalt u Sieglinde, Hundingovy manželky. Siegmund a Sieglinde jsou dvojčata počatá Wotanem, kterého však znají pouze pod jménem Wälse. Sieglinde byla dříve unesena a lupiči ji dali Hundingovi za manželku. Sama o tom hovoří s opovržením. Sourozenci z dvojčat se zpočátku nepoznávají.
Hunding se vrací domů a ptá se na původ hosta. Zjišťuje, že Siegmund patří k onomu nenáviděnému divokému rodu, kterého právě neúspěšně pronásledoval, aby jej potrestal za krev svých příbuzných. Nyní prchajícího provinilce nalezl ve svém vlastním domě. Hunding poznává, že neznámý muž, nápadně podobný jeho ženě, bude i jemu nepřítelem. Protože ho však pohostinnost nutí Siegmunda na noc ubytovat, rozhodne se, že souboj s ním se uskuteční až další den ráno.
Hunding jde spát a Sieglinde mu podá uspávací nápoj. V dlouhém rozhovoru se pak Sieglinde od cizince dozví jeho pravé jméno i to, co mu prý kdysi jeho otec slíbil, že ve chvíli největšího nebezpečí se mu dostane dobrého meče. Pak se přiblíží k Siegmundovi a řekne mu o meči zaseknutém v kmeni jasanu stojícímu uprostřed síně. Meč do jasanu jednoho dne zasekl tajemný cizinec a byl určen pouze pro toho, který ho dokáže z kmenu vytáhnout. Žádný takový se však ještě nenašel. Siegmund nazve meč slovem Notung, protože jej nachází v největší nouzi (Not) a nadšeně jej z kmene jasanu vytrhne. Sourozenci se poznají, vyznají si lásku a dopustí se incestu, při kterém je počat Siegfried (a z něj tak znovu vykvete krev Wälsungů).

### Druhé dějství
Druhé dějství nás přenáší do božských sfér. Mezi bohem Wotanem a Frickou, jeho manželkou, se rozvine vášnivá hádka.
Wotanův plán, vytvořený na konci opery Zlato Rýna, je nyní změněn. Hrdinové, kteří padli v boji, jsou přiváženi devíti valkýrami, Wotanovými dcerami, na hrad Valhalla, postavený obry. Mají vytvořit Wotanovu armádu a odrazit Alberichův obávaný útok na vládu bohů.
Wotan chce navíc zabránit Alberichovi znovu získat prsten („pak by Valhalla byla ztracena“). Sám ale nesmí vystoupit proti Fafnerovi, který v podobě draka stráží zlatý poklad i prsten („Nesmím se setkat s tím, s kým jsem si rozuměl“); potřeboval by tedy mít nezávislého hrdinu, který by mu získal prsten zpět. V této roli vidí Siegmunda. V nadcházejícím boji s Hundingem má proto Siegmunda podporovat oblíbená Wotanova dcera Brünnhilde a pomoci mu k vítězství.
Fricka, ochránkyně manželského svazku, však od Wotana požaduje, aby v souboji podpořil Hundinga, protože ten se stal obětí cizoložství a to incestního. Tvrdí, že Wotan, strážce božského řádu, nemůže nechat toto cizoložství bez trestu.

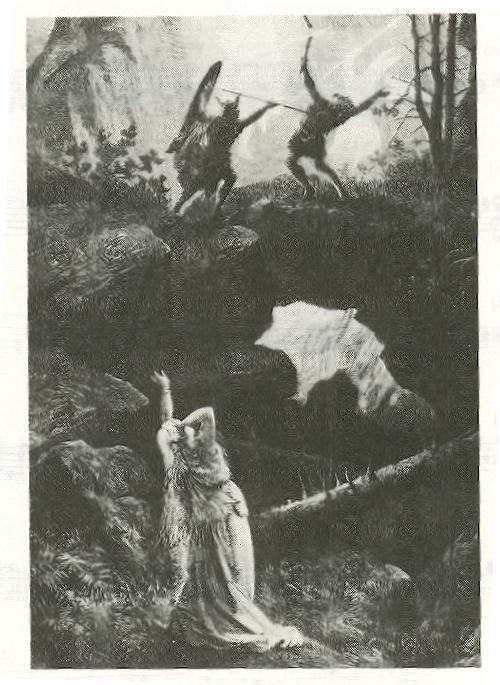
Hunding vítězí nad Siegmundem

Wotan se z toho snaží vykroutit poukazem na to, že Siegmund jako svobodný člověk se musí se situací vyrovnat sám. Fricka však do něj vidí – především on, Wotan, přivedl Siegmunda do této mimořádné situace a také mu přihrál meč, který ho má zachránit. Nakonec Fricka požaduje a také získává Wotanovu přísahu, že Siegmund v boji padne.
Když se Brünnhilde krátce poté vrací k Wotanovi, najde ho hluboce otřeseného. Podaří se jí přimět ho, aby promluvil. Odhalí jí prehistorii prstenu i to, že ho bohyně země Erda varovala před blízkým zánikem bohů. On ale její varování ignoroval a zplodil s ní devět dcer, valkýr. První z nich je Brünnhildde, ztělesnění Wotanovy vůle. Pak se Wotan vydal na svět, aby s lidskou ženou založil rod hrdinů. Tak se narodila dvojčata Siegmund a Sieglinde. („chytil jsem se do vlastních pout, jsem nejvíce nesvobodný ze všech!“) .
Nakonec Brünnhilde dostane od Wotana příkaz obrátit boj ve prospěch Hundinga. Je sklíčená a ve čtvrté scéně druhého dějství se Siegmundovi zjeví se zvěstováním smrti. Hluboce dojata však zjistí, že Siegmund je pevně připoután pouze k Sieglinde a nechce vědět nic o blaženosti Valhally, snu všech hrdinů.
Rozhodne se proto vzepřít Wotanovým rozkazům a pomoci Siegmundovi. Rozzlobený Wotan však zasáhne do boje sám. Siegmund padá, když Wotanovo kopí rozbije jeho meč a pak ho zasáhne Hundingův oštěp. Zuřivě pak Wotan nařídí Hundingovi, aby popsal Fricce průběh boje a zabije ho. Poté se pustí do pronásledování Brünnhilde, která je na útěku se zoufalou Sieglinde k Valkýrské skále.

### Třetí dějství

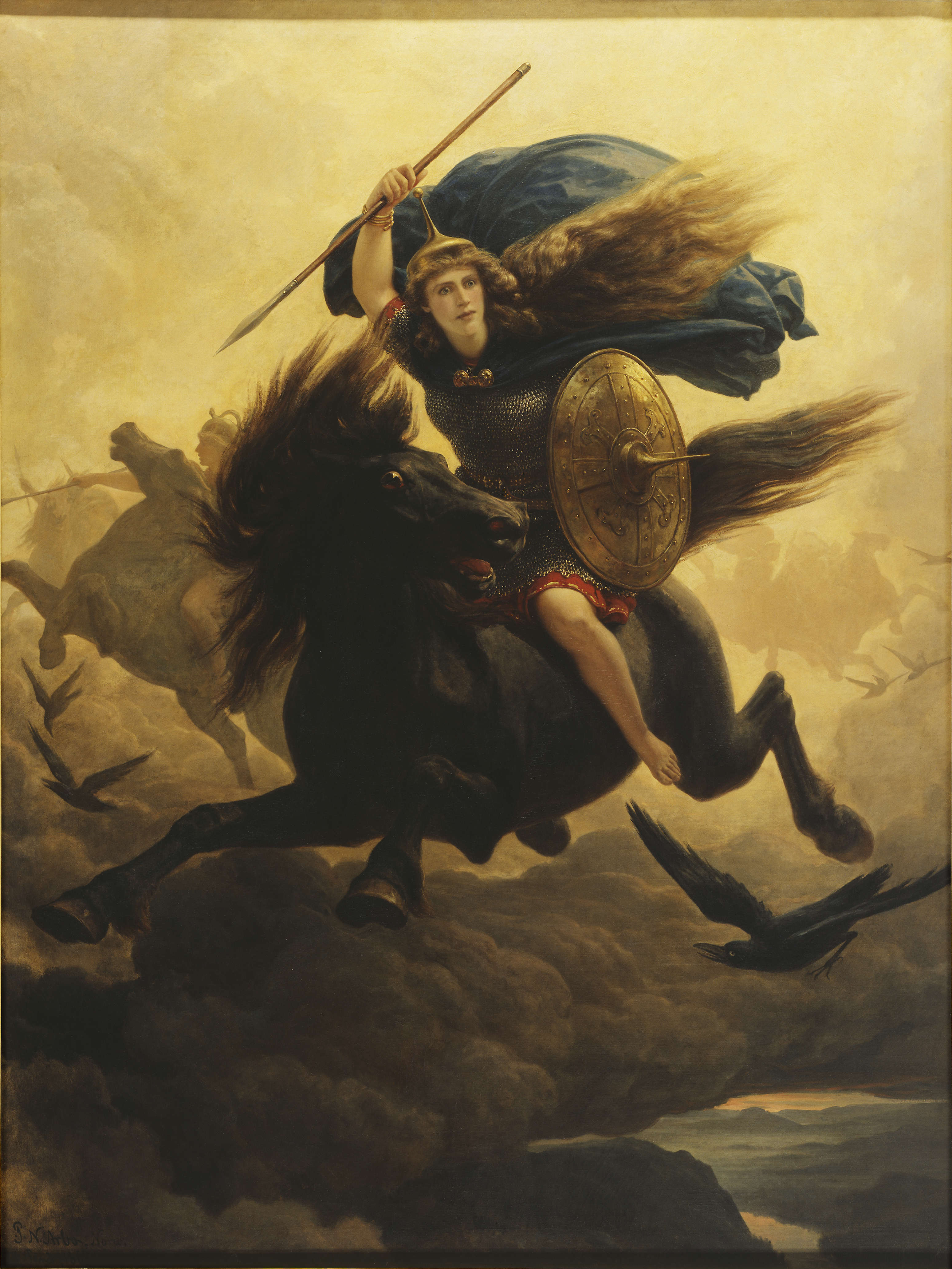
Valkýry. Peter Nicolai Arbo, 1865

Jako předehra a začátek tohoto dějství zazní asi nejznámější hudební dílo z operního cyklu Prsten Nibelungův, Jízda valkýr. Všechny Wotanovy dcery, valkýry, se setkají u Valkýrské skály, aby na sedlech svých koní společně přesunuly do Valhally posbírané, v boji padlé, hrdiny. Jako poslední přijíždí Brünnhilde a přiváží Sieglindu. Žádá sestry o ochranu před Wotanovým hněvem, ale ty odmítají.
Wotan pronásleduje vzpurnou Brünnhilde, aby ji potrestal za její neposlušnost. Brünnhildě se ještě podaří ukázat Sieglinde cestu k útěku a také jí oznámí, že porodí syna. („ve svém lůně máš nejušlechtilejšího hrdinu na světě, ó ženo, !“). Dá jí také zlomený Siegmundův meč, nothung, jako otcovské dědictví pro tohoto syna. S bujarým jásotem nad zvěstovaným plodem její lásky, který v ní roste, Sieglinde uprchne.
Brünnhilde naproti tomu čelí hněvu Wotana, který jí vyhlašuje nejtvrdší trest: od nynějška už nebude existovat jako božská valkýra. Má být degradována na lidskou bytost a jako „žena“ bude následovat prvního muže, který ji probudí z „bezbranného spánku“, do kterého ji Wotan uvede. Pak povede bezútěšný život ženy v domácnosti („. .. budeš poslouchat panovačného muže, u krbu sedět a příst, jako cíl a hra všech posměváčků“).
Brünnhilde připomene Wotanovi, že jeho původní pokyn byl chránit Siegmunda, protože jej sám měl rád a že jeho protichůdné zrušení tohoto pokynu je založeno pouze na tom, že ho Fricka svými argumenty odcizila sobě samému. Odvažuje se navrhnout, aby Wotan zapálil oheň kolem hory, na kterou ji spící chce zapudit a ušetřil jí ostudy, protože jinak se může stát „snadnou kořistí nějakého zbabělce“. Dostane tedy slib, že ji probudí jen hrdina hodný Wotanovy dcery (myslí při tom na budoucího Sieglindina syna), který nebojácně dokáže oheň prorazit.
Wotan se loučí se svou milovanou dcerou, dívá se jí do očí a polibkem jí odnímá božství. Potom nařídí Logemu, aby obehnal skálu ohněm, a stanoví: „Kdo se bojí hrotu mého kopí, ať nikdy nepřekračuje tento oheň!“

## Obsazení při premiéře
Premiéra 1870:
- Brünnhilde: Sophie Stehle
- Fricka: Anna Kaufmann
- Hunding: Kaspar Bausewein
- Sieglinde: Therese Vogl
- Siegmund: Heinrich Vogl
- Wotan: August Kindermann

## Inscenační historie
Premiéra Mnichov, 26 červen 1870
Premiéra v Bayreuthu, 14 srpen 1876
Po festivalu v roce 1876 nebyla Valkýra v Bayreuthu dvacet let hrána. Celý cyklus Prsten Nibelungův se pak hrál až na festivalu roku 1896. Rychle se ho pak ujaly další operní domy: Vídeň a New York v roce 1877, Rotterdam v roce 1878 a Londýn v roce 1882. Představení v New Yorku, 2. dubna 1877, dirigoval Adolf Neuendorff jako součást Wagnerova festivalu, pořádaného v operním domě Akademie hudby; předešlo premiéru v Metropolitní opeře o téměř osm let.
Představení v Met, 30. ledna 1885, bylo součástí Wagnerova festivalu, vedeného Leopoldem Damroschem. Představení bylo publikem přijato s velkým nadšením.
V 80. a 90. letech 19. století byla Valkýra uvedena v mnoha evropských městech, někdy jako součást celého cyklu, ale často jako nezávislé dílo: Brusel, Benátky, Štrasburk a Budapešť v roce 1883, Praha v roce 1885, Petrohrad v roce 1889, Kodaň v roce 1891, Stockholm v roce 1895 a Barcelona 1899.
V té době už opera cestovala po celém světě: do Mexika v roce 1891, Argentiny v roce 1899, Austrálie v roce 1907, Jižní Afriky v roce 1912 a Brazílie v roce 1913. Tyto inscenace často sledovaly linii Bayreuthu, aby zůstaly blízko inscenacím a kostýmům, které Wagner schválil pro původní festival.
Podle Charlese Osborna je Valkýra dostatečně soběstačná opera, aby mohla být uváděna samostatně. Na festivalu v Bayreuthu se tak poprvé stalo v roce 2018.
V Praze byla Valkýra poprvé hrána v německém Stavovském divadle 20.12.1885 a první české provedení pak až v Národním divadle 14.2.1916 (Karel Kovařovic), dále 3.3.1972 (Jaroslav Krombholc) a v němčině 23.4.2005 (J.Flore). Ve Státní opeře 1.6.1998 (Hans Wallat) – německy, koncertní provedení 4.6. V Národním divadle Moravskoslezském měla Valkýra premiéru 29.10.1942.

## Doporučené úryvky
- Předehra k prvnímu dějství (zahajovací bouře)

- Jarní píseň Siegmunda a duet se Sieglinde („Winterstürme wichen dem Wonnemond“) (první dějství)

- Předehra ke druhému dějství

- Wotanův monolog (druhé dějství)

- Oznámení Brünnhilde o Siegmundově smrti (druhé dějství)

- Jízda valkýr (předehra a první scéna („Hojotoho! Heiaha“) třetího dějství

- Brünnhildina prosba („War es so schmählich“) (třetí dějství)

- Rozloučení s Wotanem („Leb 'wohl“) (třetí dějství)

- Magická hudba ohňů (třetí dějství)

## Nahrávky (výběr)
- 1935 (1. dějství): Wiener Philharmoniker, dirigent: Bruno Walter, sólisté: Lauritz Melchior, Lotte Lehmann, Hans Hotter, Emanuel List (EMI)
- 1937: London Philharmonic Orchestra v Covent Garden, dirigent: Wilhelm Furtwängler, sólisté: Herbert Janssen, Kirsten Flagstad, Lauritz Melchior, Maria Müller, Linda Seymore
- 1940: Orchester Metropolitan Opera New York, dirigent: Erich Leinsdorf, sólisté: Julius Huen, Marjorie Lawrence, Lauritz Melchior, Kirsten Flagstad, Karin Branzell, Emanuel List (Sony)
- 1941: Orchester Metropolitan Opera New York, dirigent: Erich Leinsdorf, sólisté: Friedrich Schorr, Helen Traubel, Lauritz Melchior, Astrid Varnay, Kerstin Thorborg, Alexander Kipnis (Myto)
- 1953: Symfonický orchestr Radio Italiana (Řím), dirigent: Wilhelm Furtwängler, sólisté: Ferdinand Frantz, Martha Mödl, Wolfgang Windgassen, Gustav Neidlinger (EMI)
- 1954: Wiener Philharmoniker, dirigent: Wilhelm Furtwängler, sólisté: Ferdinand Frantz, Martha Mödl, Ludwig Suthaus, Leonie Rysanek, Margarete Klose, Gottlob Frick
- 1956: Orchester Bayreuther Festspiele, dirigent: Hans Knappertsbusch, sólisté: Hans Hotter, Astrid Varnay, Wolfgang Windgassen, Josef Greindl, Gustav Neidlinger a další (Orfeo)
- 1961: London Symphony Orchestra, dirigent: Erich Leinsdorf, sólisté: George London, Birgit Nilsson, Jon Vickers, Gré Brouwenstijn, Rita Gorr, David Ward (Decca)
- 1965: Wiener Philharmoniker, dirigent: Georg Solti, sólisté: Hans Hotter, Birgit Nilsson, James King, Régine Crespin, Christa Ludwig, Gottlob Frick (Decca)
- 1966: Berliner Philharmoniker, dirigent: Herbert von Karajan, sólisté: Thomas Stewart, Régine Crespin, Jon Vickers, Gundula Janowitz, Josephine Veasey, Martti Talvela (DGG)
- 1967: Orchester Bayreuther Festspiele, dirigent: Karl Böhm, sólisté: Theo Adam, Birgit Nilsson, James King, Leonie Rysanek, Annelies Burmeister, Gerd Nienstedt (Philips)